# 50501

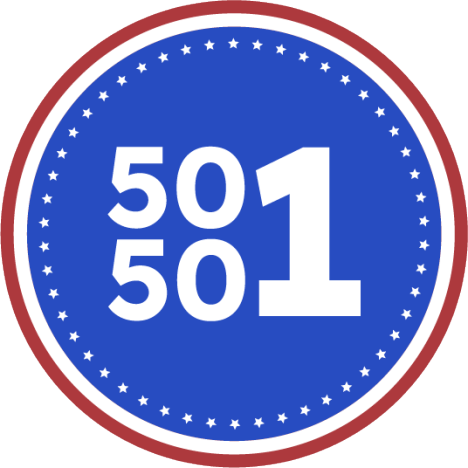
Logo der 50501-Protestbewegung.

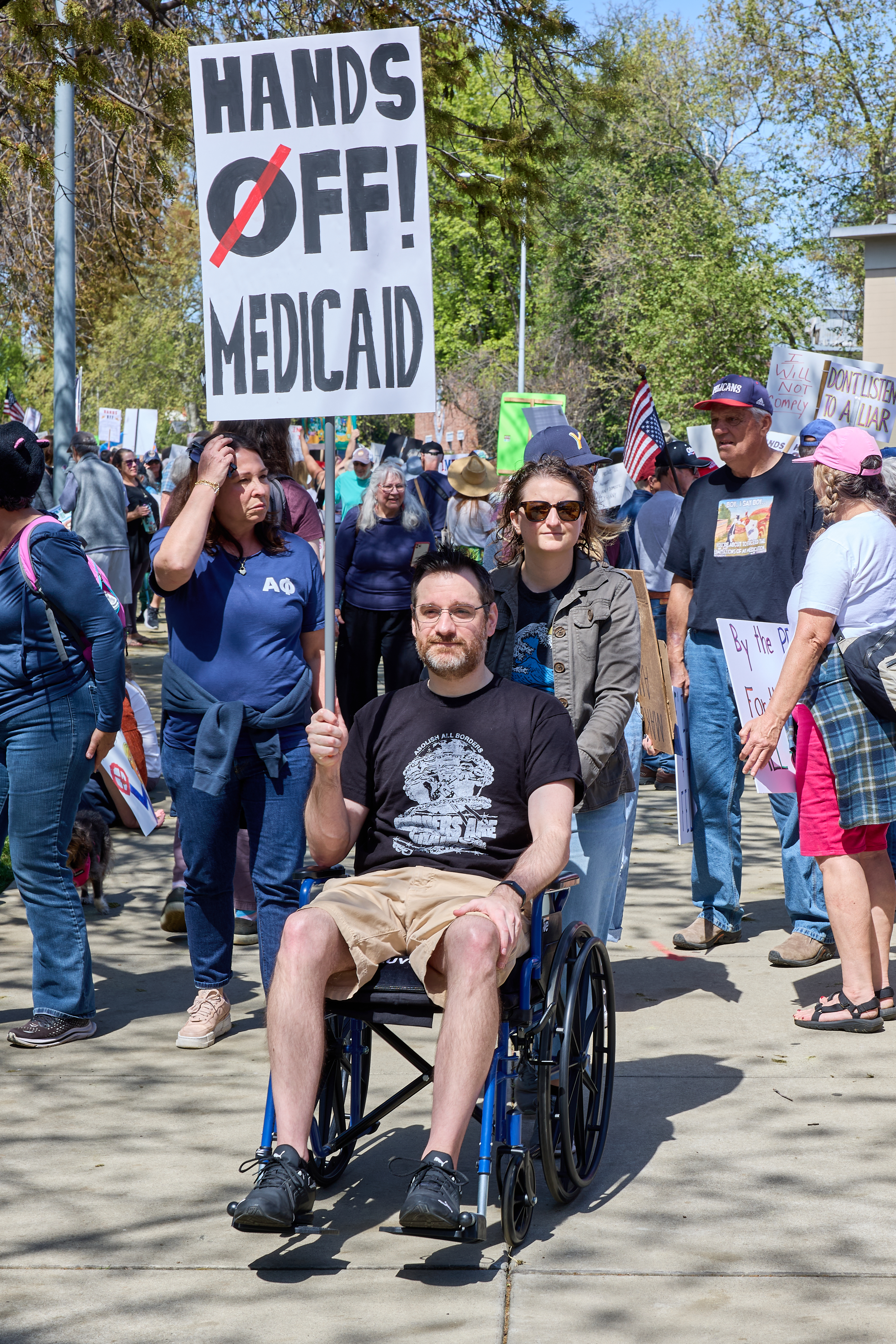
Hands Off! Demonstration in Chico, Kalifornien, am 5. April 2025

50501 (kurz für „50 Proteste, 50 Staaten, eine Bewegung“) ist eine Protestbewegung gegen die Handlungen der zweiten Regierung von Donald Trump, die Rolle Elon Musks und der Organisation DOGE sowie gegen das Project 2025. Die Gruppe rief am 5. Februar 2025 und am 17. Februar, dem Presidents’ Day, unter dem Motto „No Kings on Presidents Day“ zu friedlichen Demonstrationen auf. Tausende demonstrierten landesweit vor Kapitolsgebäuden, Rathäusern und Regierungsgebäuden. Der dritte Protest fand am 4. März 2025 an sämtlichen Orten in den Vereinigten Staaten statt. Am 5. April 2025 fanden unter dem Motto „Hands Off!“ in zahlreichen Städten der USA Demonstrationen statt. Die Proteste wurden an mehr als 1.200 Orten in allen 50 Bundesstaaten organisiert und waren – laut Associated Press – die bis dahin größte Massenmobilisierung nach dem Amtsantritt von Donald Trump.

## Hintergrund
Kay Evert zufolge hat die Bewegung ihren Ursprung auf Reddit. Als Graswurzelbewegung von Aktivisten begonnen, verbreitete sie sich durch soziale Medien. Unter den Hashtags „#buildtheresistance“ und „#50501“ verbinden sich die landesweiten Proteste. Vor allem die Rolle von Elon Musk und die Handlungen der Organisation DOGE werden von den Protestierenden kritisiert. Musks Status als ungewählter Akteur im Weißen Haus mit uneingeschränktem Zugang zu vertraulichen Daten ist zentraler Kritikpunkt der Proteste.
Der Name war als Aufruf für 50 Proteste in allen 50 Staaten der USA an einem Tag gedacht.

## Geschichte
Der erste Protest fand am 5. Februar 2025 statt. Anfang Februar ging die Gruppe eine Partnerschaft mit Political Revolution ein, einer Gruppe, die ursprünglich Bernie Sanders während dessen Präsidentschaftskandidatur 2016 unterstützte.

## Orte

### Hauptstädte einzelner Bundesstaaten
- Albany, New York[16]
- Baton Rouge, Louisiana[17]
- Bismarck, North Dakota[18][19]
- Carson City, Nevada[20][21]
- Columbia, South Carolina[22][23]
- Des Moines, Iowa[22][24]
- Dover, Delaware[25][26]
- Helena, Montana[27]
- Indianapolis, Indiana[28][29][30]
- Jefferson City, Missouri[31]
- Montpelier, Vermont[32][33]
- Nashville, Tennessee[34]
- Oklahoma City, Oklahoma[35]
- Providence, Rhode Island[36]
- Richmond, Virginia[37]
- Trenton, New Jersey[38]

### Andere Städte
- Augusta, Georgia[39][40]
- Cathedral City, California[41]
- Colorado Springs, Colorado[42]
- Duluth, Minnesota[43]
- Fargo, North Dakota[44][45]
- Midland, Michigan[46]
- Palm Desert, California[41]
- Philadelphia, Pennsylvania[3][47][48][49]
- Pittsburgh, Pennsylvania[50]
- Rapid City, South Dakota[51]
- Sioux Falls, South Dakota[52]